# Гомес, Жорди
Жо́рди Го́мес (исп. Jordi Gómez; 24 мая 1985, Барселона) — испанский футболист, игравший на позиции полузащитника.

## Карьера
Жорди Гомес родился в Барселоне, Каталония. Является воспитанником юношеской школы «Барселоны». Первым его клубом стала резервная команда «Барселоны», после чего он перебрался в резерв «Эспаньола», откуда через год попал в основную команду. Его профессиональный дебют состоялся 23 марта 2008 года в игре «Эспаньол» — «Реал Мурсия».
В июне 2008 года Гомес был арендован клубом «Суонси Сити» на один сезон за £200,000. Свой сезон в «Суонси» он закончил, забив 14 мячей.
Вернувшись в «Эспаньол», тут же был продан в «Уиган Атлетик», с которым Гомес подписал трёхлетний контракт. В «Уигане» он дебютировал в победной игре против «Астон Виллы» 15 августа, а свой первый гол за «Уиган» Жорди забил «Бирмингем Сити» 5 декабря.
29 мая 2014 года Гомес подписал трёхлетний контракт с «Сандерлендом».

## Достижения

### Командные
«Уиган Атлетик» 
- Обладатель Кубка Англии: 2012/13

 «Омония» 
- Чемпион Кипра: 2020/21
- Обладатель Суперкубка Кипра: 2021

### Личные
- Чемпионат Футбольной лиги Англии: «команда сезона» 2008/09
- Игрок года «Уиган Атлетик»: 2013/14